# Diocesi di Verinopoli
La diocesi di Verinopoli (in latino Dioecesis Verinopolitana) è una sede soppressa del patriarcato di Costantinopoli e sede titolare della Chiesa cattolica.

## Storia
Verinopoli, la cui localizzazione in Turchia resta sconosciuta, è un'antica sede episcopale della provincia romana della Galazia Prima nella diocesi civile del Ponto. Faceva parte del patriarcato di Costantinopoli ed era suffraganea dell'arcidiocesi di Ancira.
La diocesi è documentata nelle Notitiae episcopatuum del patriarcato fino al XII secolo.
A questa sede appartengono con certezza due vescovi: Stefano, presente al sesto concilio ecumenico del 680 e a quello detto del Trullo del 692; e Antimo, presente al secondo concilio di Nicea del 787. Circa il vescovo Sisinnio, è incerta la sua appartenenza a questa sede o a quella omonima della Licaonia.
Dal XVIII secolo Verinopoli è annoverata tra le sedi vescovili titolari della Chiesa cattolica; la sede è vacante dal 22 novembre 1982. Nelle fonti la sede è chiamata anche Uranopolitana.

## Cronotassi

### Vescovi greci
- Stefano † (prima del 680 - dopo il 692)
- Antimo † (menzionato nel 787)
- Sisinnio ? † (prima dell'869 - dopo l'879)

### Vescovi titolari
- Ludovico Alvares de Figueiredo † (5 ottobre 1716 - 21 febbraio 1725 nominato arcivescovo di San Salvador di Bahia)
- Eugénio Trigueiros, O.S.A. † (21 febbraio 1725 - 20 settembre 1735 succeduto vescovo di Macao)
- Johann Franz Riccius † (11 ottobre 1739 - 12 maggio 1756 deceduto)
- Jan Stefan Giedroyć † (22 agosto 1763 - 22 aprile 1765 nominato vescovo di Wenden)
- Ignacy Błażej Franciszek Krasicki † (1º dicembre 1766 - 15 dicembre 1766 succeduto vescovo di Varmia)
- Krysztof Hilary Szembek † (29 settembre 1767 - 2 ottobre 1784 succeduto vescovo di Płock)
- Józef Olechowski † (3 aprile 1786 - 18 gennaio 1809 deceduto)
- Giovanni Battista Bagnasco † (23 giugno 1828 - 1837 deceduto)
- Joseph William Hendren, O.F.M. † (28 luglio 1848 - 29 settembre 1850 nominato vescovo di Clifton)
- Johannes Fredericus Antonius Kistemaker † (14 settembre 1852 - 25 novembre 1883 deceduto)
- Thomas J. McRedmond † (14 dicembre 1889 - 19 giugno 1891 succeduto vescovo di Killaloe)
- Rogatien-Joseph Martin, SS.CC. † (3 giugno 1892 - 27 maggio 1912 deceduto)
- Raymond Dominique Carrerot, O.P. † (26 agosto 1912 - 30 luglio 1920 nominato vescovo di Porto Nacional)
- Silvino Ramírez y Cuera † (16 giugno 1921 - 15 settembre 1922 deceduto)
- Jean-Marie Cessou, S.M.A. † (20 marzo 1923 - 3 marzo 1945 deceduto)
- John Thomas Toohey † (11 marzo 1948 - 4 marzo 1956 succeduto vescovo di Maitland)
- Serafim Fernandes de Araújo † (19 gennaio 1959 - 22 novembre 1982 nominato arcivescovo coadiutore di Belo Horizonte)